# Варін (архієпископ Кельна)
Варін (нім. Warin von Köln; д/н — 21 вересня 985) — 13-й архієпископ Кельна в 976—985 роках.

## Життєпис
Походження достеменно невідомо. Тривалий час був каноніком Старого Кельнського собору. 976 після смерті Геро Святого обирається новим архієпископом Кельна.
979 року вступив у конфлікт з Сандрадом, абатом монастиря Св. Віта в Гладбаху, через те, що той в духовному плані підкорився Льєзькому єпископу Нотгеру. У 981 році Варін змусив Сандрада залишити абатство. Новим очільником монастиря поставив абата, який за короткий час розтринькав майно, володіння та мощі Св. Віта.
983 року стає вихователем спадкоємця трону Оттона. Невдовзі останній став імператором. 984 року підтримав повстання Генріха Норовливого проти імператора Оттона III. Помер в розпал війни 985 року. Поховано в абатстві Св. Мартина.